# Košice (ort)
Košice är en ort i Tjeckien.   Den ligger i regionen Södra Böhmen, i den centrala delen av landet, 90 km söder om huvudstaden Prag. Košice ligger 455 meter över havet och antalet invånare är 690.
Terrängen runt Košice är platt, och sluttar västerut. Runt Košice är det glesbefolkat, med 19 invånare per kvadratkilometer. Närmaste större samhälle är Tábor, 12,0 km nordväst om Košice. Omgivningarna runt Košice är en mosaik av jordbruksmark och naturlig växtlighet.